# فاطمة الزهراء عرجون
فاطمة الزهراء عرجون جنرال في الجيش الجزائري. وهي أول امرأة في العالم العربي تحصل على هذه المرتبة. وهي طبيبة، كانت رائدة في مجال الأبحاث في مجال أمراض الدم في البلاد في ثمانينيات القرن العشرين. وهي تشغل منصب المدير العام للمستشفى المركزي للجيش.

## النشأة
ولدت فاطمة الزهراء عرجون في سطيف وتلقت تعليمها في مدرسة ابتدائية أصلية ثم في مدرسة ثانوية للبنات في القبة. عندما كانت طفلة أرادت مساعدة الآخرين، وواصلت دراسة الطب في جامعة الجزائر.
انضمت عرجون إلى الجيش الوطني الشعبي الجزائري في فبراير 1972. وفي ثمانينيات القرن العشرين عملت مع زوجها محمد عرجون (الذي أصبح الآن عقيداً ومديراً لمركز نقل الدم في الجيش) على إجراء أبحاث حول الأمراض التي تنتقل عن طريق الدم. وكان الزوجان من أوائل الجزائريين الذين أجروا أبحاثًا في هذا المجال وقاموا بتطوير أول طرق الفحص في البلاد في مستشفى مايوت.
قُبلت أطروحة الدكتوراه الخاصة بعرجون في عام 1983 ورُقيت إلى رتبة رائد في عام 1986. عُينت أستاذةً في عام 1991 ورُقيت إلى رتبة مقدم.
تكتب الدكتورة عرجون أبحاثًا علمية حول أمراض الدم وتشرف على طلاب الدراسات العليا في المدرسة الوطنية للصحة العسكرية وجامعة العلوم والتكنولوجيا هواري بومدين وجامعة الجزائر.

## جنرال الجيش
شغلت عرجون منصب المدير العام لمستشفى عين النعجة العسكري (حيث كانت في السابق رئيسة قسم أمراض الدم) ورُقيت إلى رتبة جنرال (عميد في الجزائر) في 5 يوليو 2009. وهي أول امرأة جزائرية وأول امرأة في العالم العربي تحصل على هذه المرتبة.
رُقيت ثلاث نساء أخريات إلى رتبة جنرال في الجيش الجزائري في 13 يوليو 2014 (إلى جانب 51 رجلاً) ويضم الجيش الجزائري أكبر عدد من الجنرالات الإناث من أي دولة عربية.